# Ludwik Fadrique
Ludwik Fadrique ewentualnie Luis albo Lluís Frederic d'Aragó (zm. 1382) – hrabia Salony w latach (1365–1380). 

## Życiorys
Był synem Jakuba Fadrique. Jego żoną była Helena Asen Kantakuzena, córka Mateusza Kantakuzena. Ich córką była Maria Fadrique. 